# Geoff Vanderstock
Geoffrey Peter « Geoff » Vanderstock (né le 8 octobre 1946 à Chicago) est un athlète américain spécialiste du 400 mètres haies.

## Biographie
Le 11 septembre 1968, lors des sélections olympiques américaines disputées en altitude à Echo Summit, Geoff Vanderstock remporte l'épreuve du 400 m haies et établit un nouveau record du monde de la discipline en 48 s 8 (48 s 94), abaissant de 6/100 de seconde l'ancienne marque mondiale détenue depuis 1964 par son compatriote Rex Cawley. Moins d'un mois plus tard, aux Jeux olympiques de Mexico, l'Américain termine au pied du podium en 49 s 0, derrière David Hemery, Gerhard Hennige et John Sherwood.

### Palmarès
| Date | Compétition     | Lieu   | Résultat | Performance |
| ---- | --------------- | ------ | -------- | ----------- |
| 1968 | Jeux olympiques | Mexico | 4e       | 49 s 0      |

### Records
| Épreuve     | Performance      | Lieu        | Date              |
| ----------- | ---------------- | ----------- | ----------------- |
| 400 m haies | 48 s 8 (48 s 94) | Echo Summit | 11 septembre 1968 |